# Campeonato Sul-Americano de Futebol de 1935
O Campeonato Sul-Americano de Futebol de 1935 foi a 13ª edição da competição entre seleções da América do Sul realizada entre 6 e 27 de janeiro de 1935. O artilheiro da competição foi Herminio Masantonio, da Seleção Argentina.
Participaram da disputa quatro seleções: Argentina, Chile, Peru e Uruguai. As seleções jogaram entre si em turno único. A sede da competição foi no Peru. A Seleção Uruguaia foi a campeã. O Brasil não participou. 
O campeão foi qualificado para participar dos Jogos Olímpicos de Berlim, mas como Uruguai e Argentina renunciaram a classificação por problemas econômicos, o escolhido para representar a América do Sul foi o Peru.
O Uruguai foi com uma equipe descaracterizada e não era favorita ao título. Com a conquista nasceu a expressão “garra celeste” para se referir a um fator além do técnico que fazia a equipe superar teóricas desvantagens.

## Organização

### Sede
| Lima               |
| ------------------ |
| Estadio Nacional   |
| Capacidade: 40 000 |
|                    |

### Árbitros
- Miguel Serra Hurtado.
- Humberto Reginatto.
- José Artemio Serra.
- César Pioli.
- Eduardo Forte.

## Tabela
- Argentina 4-1  Chile
- Uruguai 1-0  Peru
- Uruguai 2-1  Chile
- Argentina 4-1  Peru
- Peru 1-0  Chile
- Uruguai 3-0  Argentina

## Classificação
| Equipo    | Pts | PJ | PG | PE | PP | GF | GC | Dif |
| --------- | --- | -- | -- | -- | -- | -- | -- | --- |
| Uruguai   | 6   | 3  | 3  | 0  | 0  | 6  | 1  | 5   |
| Argentina | 4   | 3  | 2  | 0  | 1  | 8  | 5  | 3   |
| Peru      | 2   | 3  | 1  | 0  | 2  | 2  | 5  | -3  |
| Chile     | 0   | 3  | 0  | 0  | 3  | 2  | 7  | -5  |

| Campeonato Sul-Americano de Futebol de 1935 |
| ------------------------------------------- |
| Uruguai Campeão (7º título)                 |

### Goleadores
| Jogador             | Seleção | Gols |
| ------------------- | ------- | ---- |
| Herminio Masantonio | ARG     | 4    |
| Aníbal Ciocca       | URU     | 3    |
| Diego García        | ARG     | 2    |
| Héctor Castro       | URU     | 2    |

### Melhor jogador do torneio
- José Nasazzi